# 시마무라 하야오

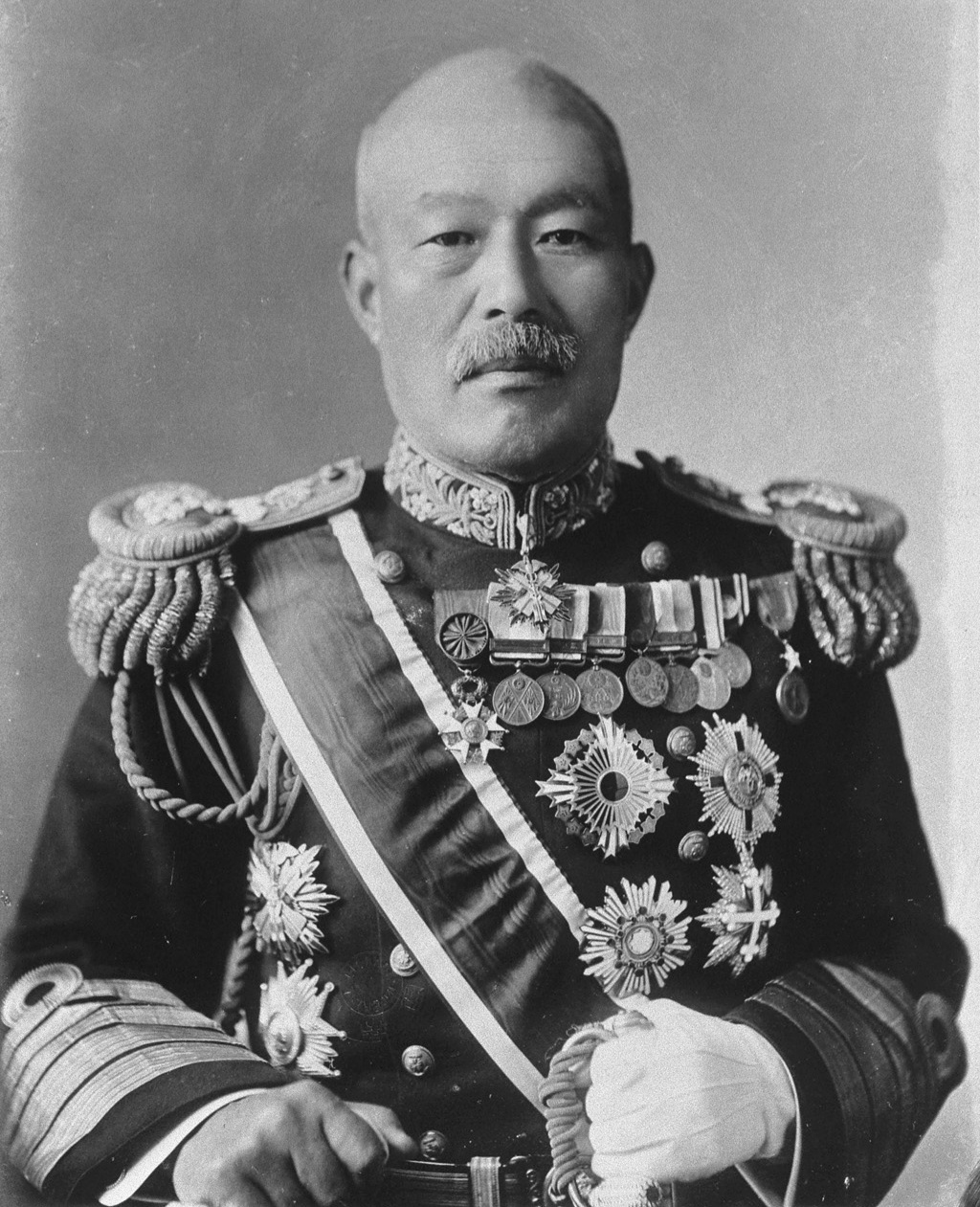
시마무라 하야오

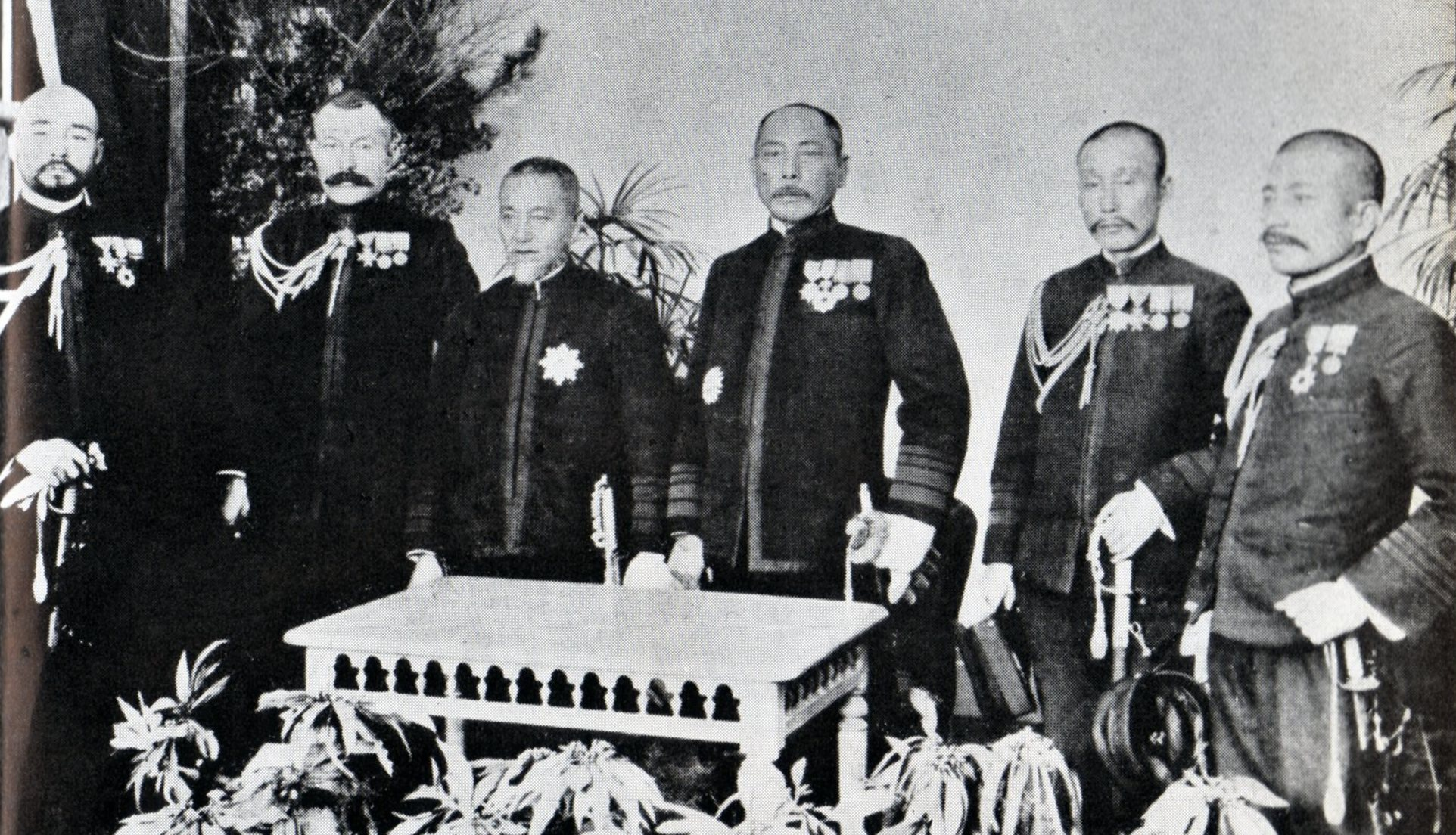
연합함대 수뇌부. 왼쪽부터 후나코시 가지시로, 시마무라 하야오, 도고 헤이하치로, 가미무라 히코노조, 가토 도모사부로, 아키야마 사네유키

시마무라 하야오(일본어: 島村速雄, 1858년 음력 9월 20일 ~ 1923년 1월 8일)는 일본 제국의 해군군인이다. 원수, 제독, 정2위, 훈1등, 공2급, 남작. 도사국(지금의 고치현) 출신이다. 가이난 학교 동문.
차남은 다치바나 백작가 당주 다치바나 가즈오. 친손자는 다치바나 백작가 당주 다치바나 무네아키이다.